# HD 219553
HD 219553 — одиночная звезда в созвездии Водолея на расстоянии приблизительно 333 световых лет (около 102 парсек) от Солнца. Видимая звёздная величина звезды — +7,25m.
Вокруг звезды обращается, как минимум, одна планета.

## Характеристики
HD 219553 — оранжевый гигант спектрального класса K0III, или K0. Масса — около 1,39 солнечной, радиус — около 5,27 солнечного, светимость — около 14,056 солнечной. Эффективная температура — около 4853 К.

## Планетная система
В 2020 году командой астрономов, работающих в рамках программ EXPRESS и PPPS, было объявлено об открытии планеты HIP 114933 b.
В 2019 году учёными, анализирующими данные проектов HIPPARCOS и Gaia, у звезды обнаружена планета HIP 114933 c.